# 이준 (1961년)
이준(李準 1961년 9월 11일~ )은 대한제국 황실의 후손이다. 고종의 증손이며, 고종의 아들 의친왕의 손자로 동 가문의 종손이다. 대한황실 후손단체 의친왕기념사업회의 회장이다.

## 생애
아버지는 의친왕(親親王 義王)과 수인당 김씨(修仁堂 金氏)의 아들 이곤이며 어머니는 황경생(黃庚生)이다.
이준은 이곤(皇孫 李錕)의 장남으로 1961년 9월 11일 서울 덕수궁에서 태어났다.
이준은 덕수궁에서 태어나 부친인 이곤 부부와 누나 3명과 덕수궁에서 거주하던 중 정부의 퇴거 조치로 인하여, 서울 청량2동 205번지 홍릉 (現 영휘원(순헌황귀비 엄씨의 묘소) 재실로 이사갔다. 
1998년에서 이듬해 1999년까지 희망의한국신당 중앙위원 직위를 거쳐 2000년에서 이듬해 2001년까지 자유민주연합 상임행정위원 직위 역임을 하였고 자민련 탈당 이후 다국적 메디컬 엔지니어링 기업에서 상무이사, 전임이사, 부이사장 직위를 거쳐 이사장으로 근무를 했고 2022년 정년퇴직했다. 
1989년 4월 21일 종조모인 덕혜옹주(德惠翁主)가 자녀가 없이 별세하자 이준이 상주가 되어 장례를 치뤘고, 며칠 뒤인 4월 30일 영친왕 부인 이방자가 별세하시자 당숙인 이구와 함께 장례를 치뤘다.
2005년 당숙부인 이구(영친왕 아들)가 일본에서 후사없이 사망하자, 이구의 큰 아버지 의친왕계에서 양자를 정해야 했을 때, 황실 승계 서열 1위 이준이 이구의 양자로 거론이 되었으나 당시 황실 최고 연장자 이해경 왕녀와 황실 후손들, 전주이씨 대동종약원의 내부 상의 끝에 이준은 의친왕가를 잇고 이원이 이구의 양자로 출계하여 황사손에 봉무키로 결정하였다.
현재는 전세계 흩어진 황실의 후손들과 종친들과 의친왕기념사업회를 설립하여 5대 제향(조경단, 환구대제, 종묘대제, 사직대제, 건원릉제)과 의친왕 제향 및 각 능 제향에 활동하면서 황실의 전통문화 계승과 보전하는데 힘쓰고 있으며, 황실독립운동의 중심 인물인 의친왕과 독립 운동가들의 관계를 연구, 보존, 전시하는 사업을 진행 중이다. 슬하에 2남을 두고 있다.

## 의친왕기념사업회
전 세계에 흩어진 대한제국 황실 직계 후손들과 의친왕과 함께 독립 운동을 했던 독립 운동가들의 후손들과 함께 2022년 의친왕기념사업회(義親王記念事業會)가 설립되었다.  2022년 10월 21일에 있었던 창립 총회에서 의친왕기념사업회의 명예회장으로 이해경(의친왕의 5녀)가, 회장으로 이준이 추대되었다.
의친왕기념사업회 창립 총회이자 <의친왕과 황실의 독립운동> 전시 개막식이었던 이 날엔 대한황실 후손들과 운현궁(고종황제의 생부 흥선대원군 가문), 계동궁(고종황제의 조부 남연군 가문), 대궁(인평대군파), 누동궁(철종임금 가문), 맹현가(고종황제 사촌형 완순군 가문) 등 대한황실의 종친들이 대거 참석하여 대한황실 직계후손단체가 되었다.
또한 대한민국임시정부기념사업회 김수옥 회장(우사 김규식 손녀), 조선민족대동단기념사업회 김선현 회장(동농 김가진 증손녀), 김영란 경운회장, 문화재청장, 전 국사편찬위원장 이태진 서울대 사학과 석좌교수, 이화여대 정병준 사학과 교수, 한국외대 반병률 사학과 교수, 권점수 덕수궁 관리소장, 김쾌정 한국박물관협회장 등 독립 운동가 후손들과 문화예술계, 학술계 등 다양한 인사들이 참석하였다.
이준은 황실을 중심으로 항일운동을 하였던 후손들과 연계하여 연구회, 학술포럼, 심포지엄 등을 개최하고 있다. <의친왕과 황실의 항일운동 학술심포지엄>, <조선민족 대동단과 의친왕 학술회>, <세종시와 대한황실의 독립운동-기록과 시대의 증언 학술포럼>, <조선후기 왕실진전다례 연구발표회>등을 주최하였다.

의친왕기념사업회가 밝힌 설립취지는 다음과 같다.
- 대한제국 황실직계후손종친단체 역할
- 의친왕의 항일독립운동 자료수집 및 발표
- 해외 황실 문화재 환수사업
- 전 세계 각 황실 후손 소장한 황실유물 데이터베이스화
- 의친왕 관련 유적지 발굴, 방문, 연구
- 8월 15일 의친왕/의친왕비 기신제향 봉행
- 문화, 예술, 학술, 전시, 공연을 통한 의친왕 선양
- 의친왕 관련 인물 단체와 네트워크 구축
- 의친왕 독립운동가 서훈사업
- 의친왕묘- 의왕으로 승격 및 비석, 신도비, 정자각 건립
- 대한제국 유일한 궁궐 사동궁 복원사업
- 황실독립운동 기념관, 사동궁 기념관 건립
- 조선왕조와 대한제국의 맥을 이어 종묘 사직 보전

매년 8월 15일 유네스코 세계문화유산 홍유릉 의친왕묘에서 이준을 중심으로 의친왕 기신제향을 지내고 있다. 초헌관에는 이준이, 아헌관에는 의친왕비 연안김씨 대종회장이 봉무하고, 종헌관에는 의친왕과 독립운동을 함께 한 가문의 후손이 맡고, 황실 후손이 제관에 봉무하고 있다.
대한제국 고종은 덕수궁 돈덕전에서 외국 공사들을 초청하여 대한제국 선포를 알리는 칭경예식을 진행하려 했으나 일제의 압박에 끝내 이루지 못하고 일제 강점기에 돈덕전은 철거가 되고 만다.  황실의 영빈관이자 순종황제가 즉위식을 거행하기도 한 덕수궁 돈덕전 개관식이 2023년 9월 25일 대한민국 정부에 의해 이루어졌다. 이 날 개관식에는 한덕수 국무총리, 최응천 문화재청장, 권점수 덕수궁 관리소장, 필립 골드버그 주한미국대사 등과 20여개국 대사들과 대한황실을 대표하여 이준이 참석했다.
흥선대원군이 중건한 경복궁 당시에 있던 광화문 월대를 일제가 파괴한 것을 2023년 10월 15일에 문화재청에 의해 복원되었다.  이 날 광화문 월대 복원식에는 오세훈 서울시장, 유인촌 문화체육관광부 장관, 최응천 문화재청장 등과 함께 이준이 참석하였다.
의친왕기념사업회는 사동궁 황실문화와 궁중문화를 보전하고 교육, 연구하기 위해 대한민국의 다수 지자체와 협력을 진행하고 있다.

## 가족 관계
- 친고조부: 흥선대원군 이하응(興宣大院王 李昰應)
- 친증조부: 고종황제(高宗皇帝)
- 친조부: 의친왕 이강(義親王 李堈)
- 적조모(왕비): 의친왕비(義親王妃) 연안 김씨(延安 金氏), 김덕수(金德修)
- 친조모(계비): 수인당 김씨(修仁堂 金氏), 김흥인(金興仁)
  - 아버지: 황손 이곤(皇孫 李錕)
  - 어머니: 황경생(黃庚生)
    - 본인: 황손 이준(皇孫 李準)
    - 부인: 김성자(金成子)
      - 장남: 이범(李梵)
      - 차남: 이백(李柏)